# Галіб ібн Масад
Галіб ібн Масад (араб. غالب بن مساعد بن سعيد; д/н — 1817) — шаріф й емір Мекки в 1788—1813 роках. На деякий час домігся незалежності Хіджазу від Османської імперії, боровся з Дірійським еміратом за владу над Недждом.

## Життєпис
Походив з династії Хашимітів. Один з синів шаріфа Масада ібн Саїда. Про молоді роки обмаль відомостей, брав участь у військових кампаніях з батьком та старшими братами. Став шаріфом у січні 1788 року після зречення свого брата Абдул Муїна ібн Масада. Османський султан Абдул-Гамід I підтвердив призначення Галіба, надіславши фірман (проголошення) і хіля (почесний одяг) 1/2 вересня того ж року.
Спочатку під впливом євнухів та малюків шаріфа Сурура ібн Масада. Втім незабаром йому вдалося зміцнити свій авторитет та позбавити впливу євнухів. У відповідь деякі його брати виступили проти нього. Вони перетягнули на свій бік плем'я худхайл, але у битві біля Мекки Галіб ібн Масад завдав поразки супротивникам. Потім повстанці спробували захопити Таїф, але знову зазнали поразки. 7 грудня 1788 року шаріф вдруге здобув перемогу над братами біля Мекки. Але у лютому 1789 року брати захопили Таїф. Боротьба тривала до 20 лютого 1789 року, коли вдалося замиритися завдяки посередництву сеїда Насіра ібн Мастура.
Почав підтримувати дружні стосунки з бедуїнськими племенами, що кочували неподалік Мекки. Спираючись на бедуїнів та оновлену гвардію рабів у кілька сотень вояків, він став проводити завойовницькі набіги на центральні області Аравійського півострова. Цьому сприяло фактична втрата боротьба між мамлюками Єгипту, що до 1780 року контролювали Хіджаз. Завдяки цьому зумів практично повністю оволодіти цією областю.
1790 року відправив проти Дірійського емірату 10-тисячне військо під командуванням свого брата, але пізніше сам став на чолі походу. При спробі заволодіти укріпленими оазами Неджда армія шерифа зазнала поразки від еміра Абдул-Азіз ібн Мухаммада. У 1791 році в районі Джебель-Шаммара союзні шаріфові племена шаммар і мутайр зазнали поразки від дірійських військ. З цього часу почалася майже безперервна ворожнеча Дірії та Мекки. Загони ваххабітів стали здійснювати набіги на Хіджаз.
У 1795 році дірійське військо взяло в облогу Тураб, що був важливою фортецею на підступах до Хіджазу. Взимку того ж року шаріф відправив нове військо проти Дірійського емірату. Але воно зазнало поразки, втративши 30 тисяч верблюдів і 200 тисяч овець і кіз. 1797 року союзник Галіба ібн Масада — плем'я атайбу — підкорилося дірійцям. 1798 року шаріф разом з турецькими, єгипетськими і магрібськими найманцями знову атакував землі Дірії, але намагаючись просунутися до Ель-Хурми і Біші зазнав декількох поразок. В результаті Галіб ібн Масад був змушений поступитися ваххабітам Бішу і допустити їх до здійснення хаджу.
Поразки підірвали авторитет шаріфа та проти нього виступив його найближчий помічник та родич Усман аль-Мудайфі. Усман мав великий вплив серед бедуїнів і за підтримки ваххабітів в 1802 році захопив місто Таїф. У 1803 році армія ваххабітів увійшла до Мекки, а Галіб ібн Масад з небагатьма вірними прихильниками сховався в Джидді. У липні шариф скористався вторгненням нового дірпійського еміра Сауда ібн Абдул-Азіза до еялету Басра, відвоювавши Мекку. У 1805 році союзні Сауду асирці завдали поразки шарифу Галібу, а взимку 1805/1806 років Сауд блокував Мекку. Через голод, що почався, шаріф швидко здав місто і підкорився Сауду. Хіджаз був приєднаний до Дірійського емірату. У шарифа Мекки залишилися посада і певна влада над навколишніми землями. Сауд щороку робив хадж із військом.
У 1813 році Мекка була захоплена єгипетською армією Мухаммеда Алі. Наприкінці того ж року за наказом останнього Галіба ібн Масада було арештовано й відправлено до Каїру. Новим мекканським шерифом став його небіж Ях'я ібн Сурур. '8'4 року колишнього шаріфа було відправлено до Салонік, де той помер 1817 року.